# Daura
Daura – miasto w Nigerii, w stanie Katsina.